# Georg Paul Nussbiegel

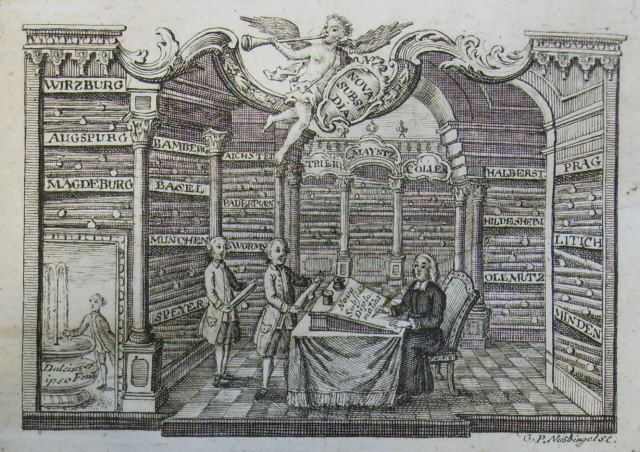
Stephan Alexander Würdtwein, Bischof und Historiker, in seinem Urkundenarchiv. Signierter Stich von Georg Paul Nussbiegel

Georg Paul Nus(s)biegel, auch Georg Peter bzw. Nußbiegel (* 1713 in  Nürnberg; † 1776 oder 1778 ebenda) war ein deutscher Zeichner und Kupferstecher, Kunsthändler und Verleger in Nürnberg.

## Leben
Nussbiegel war in Nürnberg ein Schüler des Malers und Kupferstechers Georg Martin Preissler. Er bildete sich bei Johann Balthasar Probst und Bernhard Vogel in Augsburg fort. In den Jahren 1755 bis 1786 war er als Kupferstecher im Nürnberger verzeichnet und wurde erst 1787 gestrichen. Seine Werke waren zumeist Bildnisse nach Gemälden anderer Künstler aber auch Illustrationen zu einer 1763 bei Fleischmann erschienenen Bibel. Baron Adolf von Hüpsch plante zunächst seine Naturgeschichte des Niederdeutschlandes durch Nussbiegel verlegen und herausgeben zu lassen. Dies stand bereits in einer Vorankündigung, jedoch verzögerte sich die Veröffentlichung, so dass diese erst nach Nussbiegels Tod durch den Verleger Gabriel Nicolaus Raspe verwirklicht werden konnte. Zwei von Hüpsch selbst geschriebene Entwürfe zum ersten Teilband enthielten je ein gedrucktes Titelblatt auf dem „Georg Paul Nußbiegel, Kupferstecher und Kunsthändler auf dem neuen Baue in Nürnberg 1778“ abgedruckt stand. Dieser hatte auch schon einige Bildtafeln für das Werk gestochen.
Sein Sohn ist der Nürnberger Kupferstecher Johann Nussbiegel, den er auch selbst ausbildete.

## Werke (Auswahl)
- Martin Frobenius Ledermüllers… Mikroskopische Gemüths- und Augen-Ergötzung: Bestehend, in ein hundert nach der Natur gezeichneten und mit Farben erleuchteten Kupfertafeln, Sammt deren Erklärung. Mit Kupferstichen von Georg Paul Nussbiegel, Verlag A. W. Winterschmidt, Druckerei C. de Launoy, 1763. urn:nbn:de:hbz:061:2-22988 (Digitalisierte Ausgabe von 1760 der Universitäts- und Landesbibliothek Düsseldorf).
- Jobst Wilhelm Munker: Merkwürdige Alterthümer durch mythologische, historische und andere Anmerkungen erlaeutert, und vermittels dienlicher Kupfertafeln in ein größeres Licht gesetzet von dem Kupferstecher und Verleger Georg Paul Nusbiegel. 1. Abtheilung. Nusbiegel, Nürnberg 1767 (reader.digitale-sammlungen.de).